# 1. FK Svidník
1. FK Svidník (celým názvem: Prvý futbalový klub Svidník) je slovenský fotbalový klub, který sídlí v okresním městě Svidník. Založen byl v roce 1925 pod názvem ŠK Svidník. Od sezóny 2015/16 působí ve třetí fotbalové lize, sk. Východ.
Své domácí zápasy odehrává na městském stadionu Svidník.

## Historie
Klub byl založen v roce 1925 pod názvem ŠK Svidník. Ve federální éře klub prožíval nejúspěšnější léta v 70. a 80. letech 20. století pod názvem TJ OZKN. V samostatné lize se pak klub propadl hlouběji do regionálních soutěží, zvrat nastal v roce 2002 co byl klub sloučen s nedalekým třetiligovým Hrabovčíkem. Svidník tak hrál od sezóny 2002/03 třetí nejvyšší soutěž, Hrabovčík se pak musel spokojit se svidnickou čtvrtou ligou.
V roce 2005 byla klubu nabídnuta druholigová licence, Svidník ji ovšem odmítl. Přesně o rok později, po odmítnutém administrativním postupu, pak klub paradoxně sestoupil ze třetí ligy. Od té doby se hrály ve Svidníku opětovně nižší krajské soutěže. Štěstěna se na klub usmála znovu v roce 2015, kdy se třetiligové Humenné potýkalo s problémy s hřištěm vlastněným městem. Majitelé humenského klubu se téhož roku rozhodli přesunout klub do nedalekého Svidníku, kde nabídnutou možnost třetiligové licence s radostí přijali. Od sezóny 2015/16 se pak stal svidnický klub znovu třetiligovým, tentokráte na úkor zániku slavnějšího celku z Humenného.

## Historické názvy
Zdroj: 
- 1925 – ŠK Svidník (Športový klub Svidník)
- 1939 – ŠK HG Svidník (Športový klub Hlinkovej gardy Svidník)
- 1944 – ŠK Makovica Svidník (Športový klub Makovica Svidník)
- 1947 – TJ Sokol Svidník (Telovýchovná jednota Sokol Svidník)
- 1950 – TJ KCS Svidník (Telovýchovná jednota Krajská cestná správa Svidník)
- 1951 – TJ ČSSZ Svidník (Telovýchovná jednota Československý stavebný závod Svidník)
- 1953 – DŠO Slavoj Svidník (Dobrovoľná športová organizácia Slavoj Svidník)
- 1955 – TŠO Slovan Svidník (Telovýchovná a športová organizácia Slovan Svidník)
- 1957 – TJ Odeva Svidník (Telovýchovná jednota Odeva Svidník)
- 1970 – TJ OZKN Svidník (Telovýchovná jednota Odevné závody kapitána Nálepku Svidník)
- 1991 – FK OZKN Dekoplas Svidník (Futbalový klub Odevné závody kapitána Nálepku Dekoplas Svidník)
- 1992 – ŠK Surmex Svidník (Športový klub Surmex Svidník)
- 1995 – MFK Dukla Svidník (Mestský futbalový klub Dukla Svidník)
- 1999 – Svidnícky FK (Svidnícky futbalový klub)
- 2002 – fúze s FK Drustav Hrabovčík ⇒ FK Drustav Svidník (Futbalový klub Drustav Svidník)
- 2015 – fúze s ŠK Futura Humenné ⇒ ŠK Futura Svidník (Športový klub Futura Svidník)
- 2016 – 1. FK Svidník (Prvý futbalový klub Svidník)[4]

## Umístění v jednotlivých sezonách
Stručný přehled
Zdroj: 
- 1971–1973: Krajský přebor – sk. Východ
- 1973–1976: Divize F
- 1976–1977: 1. SNFL
- 1977–1978: Divize F
- 1978–1981: Divize – sk. Východ
- 1981–1986: 2. SNFL – sk. Východ
- 1986–1987: Divize – sk. Východ (Východní)
- 1987–1993: Divize – sk. Východ
- 1993–1998: 3. liga – sk. Východ
- 2000–2002: 4. liga VsFZ – sk. Sever
- 2002–2004: 3. liga – sk. Východ
- 2007–2011: 3. liga VsFZ
- 2011–2014: 4. liga VsFZ
- 2014–2015: 4. liga VsFZ – sk. Sever
- 2015–: 3. liga – sk. Východ

Jednotlivé ročníky
Zdroj: 
Legenda: Z – zápasy, V – výhry, R – remízy, P – porážky, VG – vstřelené góly, OG – obdržené góly, +/− – rozdíl skóre, B – body, červené podbarvení – sestup, zelené podbarvení – postup, fialové podbarvení – reorganizace, změna skupiny či soutěže
| Československo (1971–1993) |                                |        |    |    |    |    |    |    |     |    |        |
| Sezóny                     | Liga                           | Úroveň | Z  | V  | R  | P  | VG | OG | +/− | B  | Pozice |
| 1971/72                    | Krajský přebor – sk. Východ    | 5      | …  | …  | …  | …  | …  | …  | …   | …  |        |
| 1972/73                    | Krajský přebor – sk. Východ    | 5      | …  | …  | …  | …  | …  | …  | …   | 39 | 1.     |
| 1973/74                    | Divize F                       | 4      | 26 | 12 | 2  | 12 | 41 | 37 | +4  | 26 | 4.     |
| 1974/75                    | Divize F                       | 4      | 26 | 13 | 5  | 8  | 40 | 33 | +7  | 31 | 2.     |
| 1975/76                    | Divize F                       | 4      | 26 | 17 | 3  | 6  | 41 | 21 | +20 | 37 | 1.     |
| 1976/77                    | 1. SNFL                        | 3      | 30 | 11 | 3  | 16 | 28 | 45 | −17 | 25 | 10.    |
| 1977/78                    | Divize F                       | 3      | 30 | 11 | 3  | 16 | 29 | 41 | −12 | 25 | 12.    |
| 1978/79                    | Divize – sk. Východ            | 3      | 22 | 8  | 4  | 10 | 20 | 25 | −5  | 20 | 9.     |
| 1979/80                    | Divize – sk. Východ            | 3      | 22 | 7  | 4  | 11 | 20 | 31 | −11 | 18 | 11.    |
| 1980/81                    | Divize – sk. Východ            | 3      | 22 | 10 | 4  | 8  | 26 | 23 | −3  | 24 | 7.     |
| 1981/82                    | 2. SNFL – sk. Východ           | 3      | 30 | 11 | 6  | 13 | 39 | 39 | 0   | 28 | 10.    |
| 1982/83                    | 2. SNFL – sk. Východ           | 3      | 30 | 12 | 4  | 14 | 44 | 49 | −5  | 28 | 11.    |
| 1983/84                    | 2. SNFL – sk. Východ           | 3      | 30 | 9  | 7  | 14 | 36 | 43 | −7  | 25 | 14.    |
| 1984/85                    | 2. SNFL – sk. Východ           | 3      | 30 | 11 | 7  | 12 | 24 | 26 | −2  | 29 | 13.    |
| 1985/86                    | 2. SNFL – sk. Východ           | 3      | 30 | 9  | 9  | 12 | 32 | 47 | −15 | 27 | 15.    |
| 1986/87                    | Divize – sk. Východ (Východní) | 4      | 26 | 17 | 2  | 7  | 55 | 23 | +32 | 36 | 1.     |
| 1987/88                    | Divize – sk. Východ            | 4      | 30 | 9  | 12 | 9  | 30 | 35 | −5  | 30 | 11.    |
| 1988/89                    | Divize – sk. Východ            | 4      | 30 | 11 | 4  | 15 | 33 | 46 | −16 | 26 | 13.    |
| 1989/90                    | Divize – sk. Východ            | 4      | 30 | 12 | 3  | 15 | 34 | 48 | −14 | 27 | 14.    |
| 1990/91                    | Divize – sk. Východ            | 4      | 30 | 13 | 1  | 16 | 38 | 57 | −19 | 27 | 15.    |
| 1991/92                    | Divize – sk. Východ            | 4      | 30 | 12 | 6  | 12 | 48 | 46 | +2  | 30 | 6.     |
| 1992/93                    | Divize – sk. Východ            | 4      | 30 | 18 | 4  | 8  | 53 | 28 | +25 | 40 | 2.     |
| Slovensko (1993–)          |                                |        |    |    |    |    |    |    |     |    |        |
| Sezóny                     | Liga                           | Úroveň | Z  | V  | R  | P  | VG | OG | +/− | B  | Pozice |
| 1993/94                    | 3. liga – sk. Východ           | 3      | 30 | 22 | 3  | 5  | 56 | 22 | +34 | 47 | 1.     |
| 1994/95                    | 3. liga – sk. Východ           | 3      | 28 | 11 | 4  | 13 | 33 | 31 | +2  | 34 | 10.    |
| 1995/96                    | 3. liga – sk. Východ           | 3      | 30 | 9  | 4  | 17 | 27 | 56 | −29 | 31 | 12.    |
| 1996/97                    | 3. liga – sk. Východ           | 3      | 30 | 11 | 9  | 10 | 31 | 25 | +6  | 42 | 8.     |
| 1997/98                    | 3. liga – sk. Východ           | 3      | 30 | 13 | 5  | 12 | 38 | 35 | +3  | 44 | 6.     |
| …                          |                                |        |    |    |    |    |    |    |     |    |        |
| 2000/01                    | 4. liga VsFZ – sk. Sever       | 4      | …  | …  | …  | …  | …  | …  | …   | …  |        |
| 2001/02                    | 4. liga VsFZ – sk. Sever       | 4      | …  | …  | …  | …  | …  | …  | …   | …  |        |
| 2002/03                    | 3. liga – sk. Východ           | 3      | 30 | 11 | 7  | 12 | 45 | 41 | +4  | 40 | 10.    |
| 2003/04                    | 3. liga – sk. Východ           | 3      | 30 | 13 | 5  | 12 | 36 | 42 | −6  | 44 | 6.     |
| …                          |                                |        |    |    |    |    |    |    |     |    |        |
| 2007/08                    | 3. liga VsFZ                   | 4      | 30 | 11 | 9  | 10 | 52 | 44 | +8  | 42 | 7.     |
| 2008/09                    | 3. liga VsFZ                   | 4      | 30 | 11 | 4  | 15 | 30 | 39 | −9  | 37 | 10.    |
| 2009/10                    | 3. liga VsFZ                   | 4      | 30 | 10 | 6  | 14 | 37 | 47 | −10 | 36 | 10.    |
| 2010/11                    | 3. liga VsFZ                   | 4      | 30 | 11 | 7  | 12 | 49 | 47 | +2  | 40 | 7.     |
| 2011/12                    | 4. liga VsFZ                   | 4      | 30 | 13 | 5  | 12 | 39 | 35 | +4  | 44 | 8.     |
| 2012/13                    | 4. liga VsFZ                   | 4      | 28 | 10 | 3  | 15 | 28 | 40 | −12 | 33 | 13.    |
| 2013/14                    | 4. liga VsFZ                   | 4      | 30 | 3  | 6  | 21 | 18 | 68 | −50 | 15 | 15.    |
| 2014/15                    | 4. liga VsFZ – sk. Sever       | 4      | 30 | 13 | 4  | 13 | 58 | 49 | +9  | 43 | 6.     |
| 2015/16                    | 3. liga – sk. Východ           | 3      | 30 | 9  | 6  | 15 | 37 | 44 | −7  | 33 | 12.    |
| 2016/17                    | 3. liga – sk. Východ           | 3      | 26 | 13 | 3  | 10 | 44 | 36 | +8  | 42 | 5.     |
| 2017/18                    | 3. liga – sk. Východ           | 3      | 30 |    |    |    |    |    |     |    |        |

Poznámky:
- 2014/15: Svidník se po sezóně sloučil s humenskou Futurou, díky čemuž klubu připadla třetiligová licence pro ročník 2015/16.